# Соломенная Шапочка и Войлочная Тапочка
«Соломенная Шапочка и Войлочная Тапочка» (фин. Heinähattu ja Vilttitossu) — детская повесть 1989 года финских писательниц Синикки (Синики) и Тийны (Тины) Нопола. В повести рассказывается про двух девочек — Соломенную Шапочку (фин. Heinähattu) и Войлочную Тапочку (фин. Vilttitossu), — которые сбежали из дома. В 2008 году повесть издана на русском языке.

## Сюжет
Родители не обращали внимания на своих дочек, кормили их тем, что полезно, а не тем, что девочкам хотелось, поэтому Соломенная Шапочка и Войлочная Тапочка решили, что обойдутся без родителей, и ушли из дома. В одном месте их накормили булками, в другом заставили заниматься разгрузкой мебели, в третьем накормили мороженым. Ближе к вечеру родители заметили-таки, что в доме чего-то не хватает, и с помощью полиции своих девочек нашли. И даже пообещали, что весь завтрашний день посвятят своим детям — куда-нибудь их сводят и чем-нибудь вкусным их накормят. Но наступил новый день, родители обо всём забыли — и Соломенная Шапочка с Войлочной Тапочкой стали подумывать о том, что же им следует предпринять на этот раз…

## Серия книг
После первой повести о Соломенной Шапочке и Войлочной Тапочке последовали другие книги сестёр Нопола с этими же главными героями. В 2006 году вышла двенадцатая книга серии. Все издания книг этой серии в Финляндии были проиллюстрированы детским писателем и художником Маркусом Маялуомой.
Полный список книг серии (возможна прямая и обратная сортировка по всем колонкам):
| Год  | Оригинальное название                           | Перевод названия                                            |
| ---- | ----------------------------------------------- | ----------------------------------------------------------- |
| 1989 | Heinähattu ja Vilttitossu                       | Соломенная Шапочка и Войлочная Тапочка                      |
| 1990 | Heinähattu, Vilttitossu ja vauva                | Соломенная Шапочка, Войлочная Тапочка и младенец            |
| 1991 | Heinähattu, Vilttitossu ja vaari                | Соломенная Шапочка, Войлочная Тапочка и старик              |
| 1992 | Heinähattu ja Vilttitossu loman tarpeessa       | Соломенной Шапочке и Войлочной Тапочке нужен отдых          |
| 1993 | Heinähattu ja Vilttitossu joulun jäljillä       | Соломенная Шапочка и Войлочная Тапочка в поисках рождества  |
| 1995 | Heinähattu ja Vilttitossu rosvojahdissa         |                                                             |
| 1997 | Heinähattu, Vilttitossu ja iso Elsa             | Соломенная Шапочка, Войлочная Тапочка и большая Элса        |
| 1999 | Heinähattu, Vilttitossu ja Littoisten riiviö    |                                                             |
| 2001 | Heinähattu, Vilttitossu ja Rubensin veljekset   | Соломенная Шапочка, Войлочная Тапочка и братья Рубенсы      |
| 2003 | Heinähattu, Vilttitossu ja tanssiva konstaapeli | Соломенная Шапочка, Войлочная Тапочка и танцующий констебль |
| 2005 | Heinähattu, Vilttitossu ja kielletty kampela    | Соломенная Шапочка, Войлочная Тапочка и запретная камбала   |
| 2006 | Heinähatun ja Vilttitossun kaksitoista kuuta    | Двенадцатый месяц Соломенной Шапочки и Войлочной Тапочки    |

## Пьесы и произведения других жанров
На основе книг этой серии были написаны:
- пьеса Heinähattu ja Vilttitossu; премьера — в театрах «Театр 2000» (фин. Teatteri 2000) и «Ага-театр» (фин. Ahaa-teatteri) (1994);
- пьеса Heinähattu, Vilttitossu ja Rubensin veljekset; премьера — в Хельсинкском городском театре[фин.] (2003);
- детская опера Heinähattu, Vilttitossu ja suuri pamaus («Соломенная Шапочка, Войлочная Тапочка и большой взрыв»); музыка Маркуса Фагерудда[фин.]; премьера — в Оперном и театральном центре «Чемодан» (фин. Ooppera- ja teatteriseurue Kapsäkki) (2003);
- мюзикл Heinähattu, Vilttitossu ja Littoisten riiviö («Соломенная Шапочка, Войлочная Тапочка и мошенник Литтойнен»); автор музыки — Ийро Рантала; премьера — в Летнем театре города Турку (фин. Turun Vartiovuoren kesäteatteri) (2004).

В 2002 году вышел финский полнометражный художественный фильм Соломенная Шапочка и Войлочная Тапочка, снятый по мотивам книжной серии; режиссёр — Кайса Растимо.

## Издание на русском языке
- Нопола С., Нопола Т. Соломенная Шапочка и Войлочная Тапочка = Heinähattu ja Vilttitossu / худож. Н. Кузнецова; пер. с финского Анны Сидоровой. — М.: Издательский Дом Мещерякова, 2009. — 80 с. — 5100 экз. — ISBN 978-5-91045-106-7.